# Вітек Ванечек
Вітек Ванечек (чеськ. Vítek Vaněček; 9 січня 1996, м. Гавлічкув-Брод, Чехія ) — чеський хокеїст, воротар. Виступає за «Білі Тигржі» (Ліберець) у Чеській Екстралізі.
Вихованець хокейної школи ХК «Гавлічкув-Брод». Виступав за «Білі Тигржі» (Ліберець), ХК «Бенатки-над-Їзероу».
У складі молодіжної збірної Чехії учасник чемпіонату світу 2015. У складі юніорської збірної Чехії учасник чемпіонату світу 2014.

## Досягнення
- Срібний призер юніорського чемпіонату світу — 2014.
- Володар Кубка Стенлі в складі «Флорида Пантерс» — 2025.